# Lope de Figueroa
Lope de Figueroa (Guadix, Granada, ca. 1541-1542 — Monzón, Aragão, 28 de agosto de 1585) foi um militar espanhol, cavaleiro da Ordem de Santiago, comendador do fornecimento dos bastimentos de Campo de Montiel, capitão, mestre de campo general e capitão general da costa do Reino de Granada. Foi o principal líder militar na conquista espanhola da ilha Terceira, comandando as forças que ocuparam a ilha na sequência do desembarque da Baía das Mós em Julho de 1583.

## Biografia
Lope de Figueroa nasceu no seio de uma família descendente por linha materna de Fernando III de Castela, o Santo, segundo filho de Francisco Pérez de Barradas, alcaide de La Peza, e de Leonor de Figueroa, bisneta do primeiro conde de Feria. É citado por vezes com os apelidos de sua mães: Lope de Figueroa y Zapata, como lhe cabia por ser o segundo filho do casal, embora alguns autores, como Salazar y Castro, o citem como Lope de Figueroa y Barradas, aplicando-lhe o apelido de seu pai.
As informações disponíveis sobre os começos da carreira militar de Lope de Figueroa são confusos, sendo provável que tenha optado pelo vida militar forçado pela sua condição de filho segundo. Algumas fontes afirmam que «entrou ao serviço del Rei com dezoito anos», o que é corroborado pelo cômputo de serviços prestados, cifrados desde finais do século XVII em trinta e cinco anos. Segundo esta hipótese, a sua incorporação nos terços teria ocorrido quando tinha trinta anos de idade. Argote de Molina aponta que assentou praça de soldado na Lombardia e que alcançou depressa o posto de capitão graças ao seu valor, ainda que sem assinalar as datas de tais eventos. O hispanista alemão Max Krenkel estabelece o alistamento em 1550.
Contudo, um estudo publicado em 2010 sobre o expediente de provas para o ingresso de Lope de Figueroa na Orden de Santiago, parece confirmar a opinião de Juan de Hariza, que afirmava que «Empezó á servir de diez y seis años, y para este efecto salió fugitivo de su Casa», (Começou a servir aos 16 anos, e para esse fim saiu fugitivo de sua casa), e considerando outros dados que apontam na mesma direcção, conclui datando o nascimento de Lope de Figueroa por 1541 ou 1542, o seu alistamento em 1558 e, por isso, a duração da sua carreira militar em 27 anos, em vez dos 35 anos que se aceitavam como verídicos até então, cômputo baseado na Real Cédula de 30 de Setembro de 1569 pela qual Felipe II de Espanha concedeu a Lope de Figueroa certas mercês.  Neste documento estabelece-se um cômputo de serviços de 19 anos, que segundo os novos documentos conhecidos seria erróneo ou teria sido modificado interessadamente no século XVII, causando confusão entre os tratadistas.
Já como capitão teve intervenção na conquista da ilha dos Gelves (actual Jerba), no golfo de Tunes (1559-1560), onde foi feito prisioneiro dos turcos. Após quatro anos de cativeiro ao remo de uma galé chamada «da pedra» em Constantinopla, foi resgatado por seu pai pagando quatro mil ducados em 1564.
Participou como capitão do Terço da Sicília na tomada do Peñón de Vélez de la Gomera (1564). Naquele mesmo ano, ao comando de 300 arcabuzeiros, participou na conquista do castelo de Istria na localidade corsa de Sollacaro, e no ano seguinte no socorro de Malta, distinguindo-se no ataque à torre de Falca.
Na Flandres, ao comando de uma companhia de arcabuzeiros na vanguarda do Tercio de Sicilia, interveio destacadamente na batalha de Gemmingen e três meses mais tarde na de Jodoigne, serviços que lhe valeram a felicitação de Felipe II de Espanha e uma pensão vitalícia de 400 ducados anuais.
Sendo mestre de campo do seu terço, chamado «de Figueroa» ou também «de Granada», combateu na Guerra de La Alpujarra, assistindo a D. Juan de Austria e levando a cabo destacadas acções em galé, Purchena, Huécija, Tíjola, Andarax e Serón, onde foi atingido por uma bala na coxa que o deixou coxo.
De La Alpujarra passou a Itália em 1571, sendo decisiva a sua participação, desde a galé real, com Miguel de Moncada e Bernardino de Cárdenas, na batalha naval de Lepanto, inclinando a vitória para o lado da Liga Santa.
A sua actuação na conquista da Terceira, em 1583, às ordens de Álvaro de Bazán, desde a galé San Mateo, foi igualmente decisiva para a vitória espanhola.
Teve intervenção em muitos outros feitos de armas durante a sua alargada vida militar, que se foi tradicionalmente cifrada em cerca de trinta e cinco anos, embora estudos recentes indiquem que não teria ultrapassado os vinte e sete anos.
Faleceu a 28 de Agosto de 1585 em Monzón de Aragão, enquanto formava parte do séquito real ali alojado para celebrar as Cortes Gerais do Reino de Aragão. A causa do falecimento foram umas perigosas febres que naquele período apareceram naquela vila e causaram mais de mil e quinhentas vítimas.
Segundo a sua vontade, os seus restos mortais foram depositados no Mosteiro de San Francisco em Monzón e alguns meses depois foram levados para Guadix, onde se enterraram junto aos seus antepassados na capela-mor da igreja de São Francisco.

## Descendência e herdeiros

Escudo do Marquesado de Cortes de Graena, outorgado em 1683 a Antonio Lope Pérez de Barradas, herdeiro dos serviços prestados à Coroa por Lope de Figueroa.

Segundo consta do testamento que outorgou em Alejandría de la Palla, a 13 de Dezembro de 1577, tinha uma filha, de nome Jerónima, a quem legava 500 ducados para que fosse monja no Mosteiro de la Concepción de Guadix ou, por vontade de seu irmão, no de Santa Clara de Murcia ou no da Madre de Dios em Madrid, mosteiros que tinham sido fundados ou dotados por antepassados da família.
Nomeou herdeiro universal dos seus bens e dos serviços prestados à coroa o seu irmão mais velho Fernando de Barradas. Esses serviços foram herdados sucessivamente por seu irmão Fernando de Barradas e por um neto deste, Fernando Pérez de Barradas y Figueroa, que comprou à Coroa em 1629 a vila de Graena e a aldeia de Cortes, conseguindo jurisdição senhorial sobre as mesmas, serviram de justificação para que o rei concedesse em 1683 o título de marquês de Cortes de Graena a Antonio Lope Pérez de Barradas y Aguayo Portocarrero descendente directo do irmão de Lope de Figueroa.

## Curiosidades
Desde 1572 Miguel de Cervantes serviu no terço de Figueroa, que depois da Batalha de Lepanto tomou o nome de Tercio de la Sacra Liga, integrando a companhia do capitão Manuel Ponce de León na que estava alistado.
A tradição histórica aceita que o Regimiento de Infantería Mecanizada "Córdoba" nº 10, de guarnição em Granada até há alguns anos, tem as suas origens no Tercio de Figueroa, apesar deste, com o nome de Tercio de la Liga, ter sido dissolvido em Namur a 23 de Junho de 1583 por ordem de Alessandro Farnese.
A praça de armas do aquartelamento San Carlos do Tercio de Armada de Infantería de Marina em San Fernando, Cádiz, tem o nome de «Lope de Figueroa» em sua honra.
As cidades de Ferrol e Alcalá de Henares tem na sua toponímia uma rua com o seu nome.
A fama adquirida como bom militar suscitou que vários autores do Siglo de Oro o mencionassem ou o fizessem intervir como personagem nas suas obras: Lope de Vega em El asalto de Mastrique; Luis Vélez de Guevara em El águila del agua e em El cerco del Peñón; Juan Bautista Diamante em El defensor del Peñón; Agustín Moreto em La traición vengada; o alferes Pedro Alfonso Pimentel na inédita Guerras civiles de Flandes e Calderón de la Barca em Amar después de la muerte ou El tuzaní de La Alpujarra e em El alcalde de Zalamea, obra esta pela qual é mais conhecido e que perpetuou como personagem de génio mal-humorado, carácter desabrido e linguagem áspera e repleta de palavrões.